# Bucorvus abyssinicus

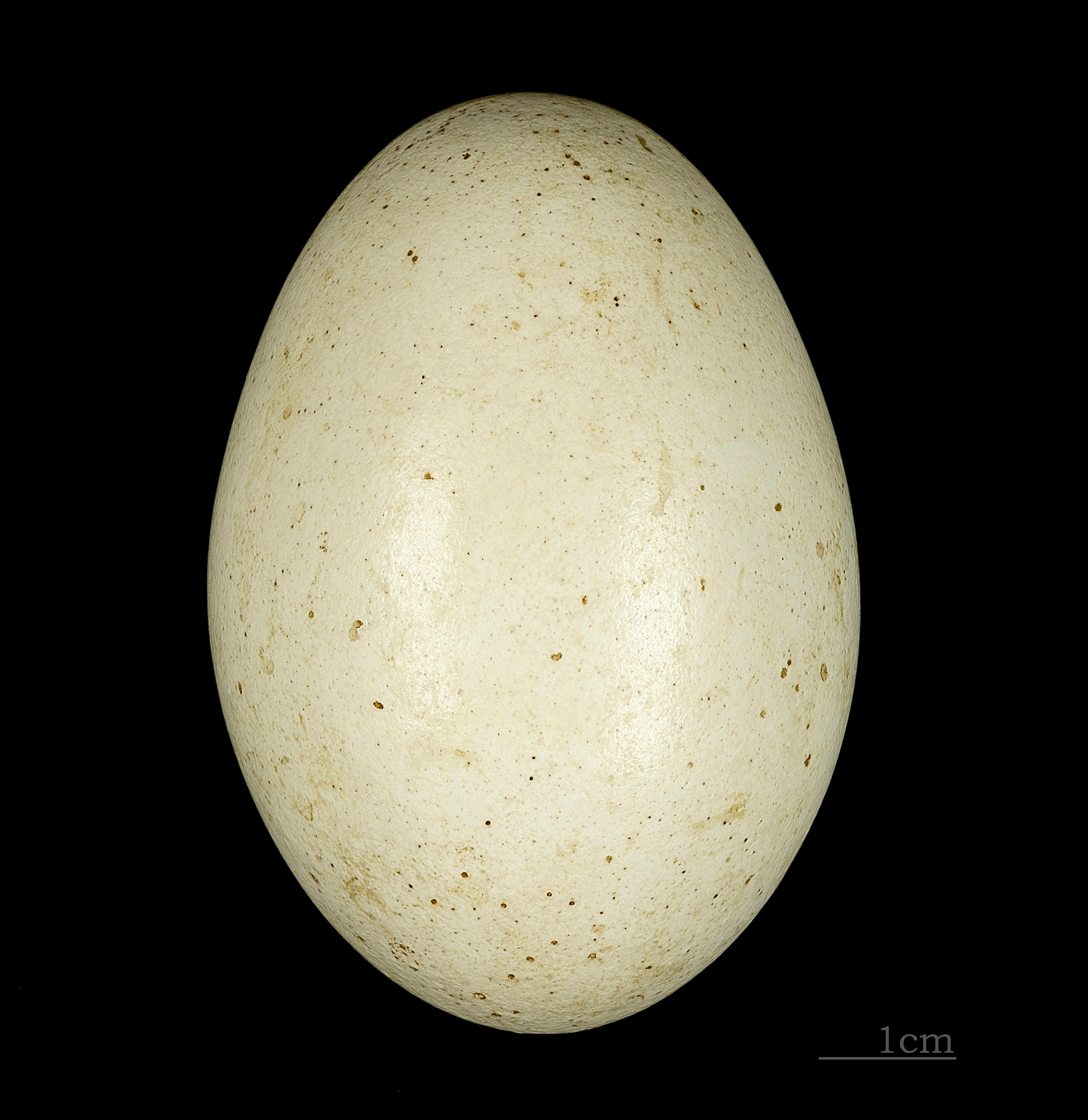
Huevo de B. abyssinicus.

El cálao terrestre norteño o cálao abisinio (Bucorvus abyssinicus) es una especie de ave bucerotiforme de la familia Bucorvidae. Ocupa una franja extensa del continente africano que se extiende de oeste a este desde Senegal hasta Kenia y Etiopía. No se reconocen subespecies.
|  |